# Markus Pink
Markus Pink (Klagenfurt, 1991. február 24. –) osztrák korosztályos válogatott labdarúgó, a Wolfsberger játékosa.

## Pályafutása

### Klubcsapatokban
Az FC Ochsendorf, a Kärnten és az Austria Kärnten korosztályos csapataiban nevelkedett, majd az utóbbiba mutatkozott be az élvonalban. 2010 nyarán klubja csődbe ment és aláírt az alacsonyabb osztályban szereplő Austria Klagenfurt csapatához. A következő években az ASKÖ Köttmannsdorf és a First Vienna csapatainak volt a játékosa. 2013 nyarán a Mattersburg szerződtette és a következő szezonban megnyerték a másodosztályt, ő maga pedig gólkirálya lett. 2018 nyarán a Sturm Graz csapatába igazolt, majd 2020 januárjában az Admira Wacker Mödlinghez. 2020 nyarán visszatért az Austria Klagenfurt csapatához. 2023. április 2-án a kínai Shanghai Port csapatába igazolt. A szezon végén csapatával megnyerte a bajnokságot.
2024. január 4-én a német harmadosztályú Sandhausen csapatába igazolt. 2024. augusztus 29-én Pink visszatért Ausztriába, és két szezonra szóló szerződést írt alá a Wolfsberger csapatával.

### A válogatottban
Többszörös korosztályos válogatott.

## Statisztika
2024. február 24-én frissítve.
| Klub                  | Szezon   | Bajnokság | Bajnokság | Kupa  | Kupa | Nemzetközi | Nemzetközi | Egyéb | Egyéb | Összesen | Összesen |
| Klub                  | Szezon   | Meccs     | Gól       | Meccs | Gól  | Meccs      | Gól        | Meccs | Gól   | Meccs    | Gól      |
| --------------------- | -------- | --------- | --------- | ----- | ---- | ---------- | ---------- | ----- | ----- | -------- | -------- |
| Austria Kärnten       | 2008–09  | 3         | 0         | 0     | 0    | —          | —          | —     | —     | 3        | 0        |
| Austria Kärnten       | 2009–10  | 25        | 1         | 2     | 2    | —          | —          | —     | —     | 27       | 3        |
| Austria Kärnten       | Összesen | 28        | 1         | 2     | 2    | 0          | 0          | 0     | 0     | 30       | 3        |
| Austria Klagenfurt    | 2010–11  | 24        | 3         | 2     | 1    | —          | —          | —     | —     | 26       | 4        |
| Austria Klagenfurt    | Összesen | 24        | 3         | 2     | 1    | 0          | 0          | 0     | 0     | 26       | 4        |
| ASKÖ Köttmannsdorf    | 2011–12  | 29        | 30        | 0     | 0    | —          | —          | —     | —     | 29       | 30       |
| ASKÖ Köttmannsdorf    | Összesen | 29        | 30        | 0     | 0    | 0          | 0          | 0     | 0     | 29       | 30       |
| First Vienna          | 2012–13  | 21        | 7         | 1     | 2    | —          | —          | —     | —     | 22       | 9        |
| First Vienna          | 2013–14  | 8         | 3         | 1     | 0    | —          | —          | —     | —     | 9        | 3        |
| First Vienna          | Összesen | 29        | 10        | 2     | 2    | 0          | 0          | 0     | 0     | 31       | 12       |
| Mattersburg           | 2013–14  | 17        | 4         | 1     | 0    | —          | —          | —     | —     | 18       | 4        |
| Mattersburg           | 2014–15  | 23        | 21        | 1     | 1    | —          | —          | —     | —     | 24       | 22       |
| Mattersburg           | 2015–16  | 31        | 8         | 3     | 1    | —          | —          | —     | —     | 34       | 9        |
| Mattersburg           | 2016–17  | 14        | 1         | 1     | 0    | —          | —          | —     | —     | 15       | 1        |
| Mattersburg           | 2017–18  | 29        | 6         | 3     | 2    | —          | —          | —     | —     | 32       | 8        |
| Mattersburg           | Összesen | 114       | 40        | 9     | 4    | 0          | 0          | 0     | 0     | 123      | 44       |
| Sturm Graz            | 2018–93  | 23        | 6         | 1     | 1    | 3          | 0          | 2     | 0     | 29       | 7        |
| Sturm Graz            | 2019–20  | 9         | 0         | 1     | 0    | 1          | 0          | —     | —     | 1        | 0        |
| Sturm Graz            | Összesen | 32        | 6         | 2     | 1    | 4          | 0          | 2     | 0     | 40       | 7        |
| Admira Wacker Mödling | 2019–20  | 10        | 1         | —     | —    | —          | —          | —     | —     | 10       | 1        |
| Admira Wacker Mödling | Összesen | 10        | 1         | 0     | 0    | 0          | 0          | 0     | 0     | 10       | 1        |
| Austria Klagenfurt    | 2020–21  | 30        | 18        | 4     | 2    | —          | —          | 2     | 3     | 36       | 23       |
| Austria Klagenfurt    | 2021–22  | 30        | 12        | 4     | 3    | —          | —          | —     | —     | 34       | 15       |
| Austria Klagenfurt    | 2022–23  | 22        | 16        | 3     | 1    | —          | —          | —     | —     | 25       | 17       |
| Austria Klagenfurt    | Összesen | 82        | 46        | 11    | 6    | 0          | 0          | 2     | 3     | 93       | 52       |
| Shanghai Port         | 2023     | 15        | 2         | 2     | 1    | —          | —          | 1     | 1     | 18       | 4        |
| Shanghai Port         | Összesen | 15        | 2         | 2     | 1    | 0          | 0          | 1     | 1     | 18       | 4        |
| Sandhausen            | 2023–24  | 7         | 3         | 0     | 0    | —          | —          | —     | —     | 7        | 3        |
| Sandhausen            | Összesen | 7         | 3         | 0     | 0    | 0          | 0          | 0     | 0     | 7        | 3        |
| Összesen              | Összesen | 370       | 142       | 30    | 17   | 4          | 0          | 5     | 4     | 404      | 161      |

## Sikerei, díjai

### Klub
- Mattersburg II
  - Burgenland-i liga: 2016–17, 2017–18

- Mattersburg
  - Osztrák másodosztály bajnok: 2014–15

- Shanghai Port
  - Kínai bajnok: 2023

- Wolfsberger
  - Osztrák kupa: 2024–25

### Egyéni
- Az Osztrák másodosztály gólkirálya: 2014–15